# Turning Point: Fall of Liberty
Turning Point: Fall of Liberty est un jeu de tir à la première personne (FPS), développé par Spark Unlimited sur PlayStation 3, Xbox 360 et PC. Il est sorti en Amérique du Nord le 26 février 2008, en Australie le 13 mars 2008 et en Europe en le 14 mars 2008.

## Scénario
Le jeu est une uchronie basée sur la Seconde Guerre mondiale dans laquelle Winston Churchill meurt en 1931, huit ans avant le déclenchement du conflit, en présentant la possibilité de ce qui aurait pu arriver à l'Europe, les États-Unis, et le reste du monde sans l'allié britannique. Le Royaume-Uni est soumis à l'Allemagne nazie en 1940. Le reste de l'Europe, l'Afrique du Nord, le Moyen-Orient, et l'Union soviétique le sont progressivement peu après l'automne de la même année après la capitulation de l'Armée rouge signée par Joseph Staline. Les États-Unis, où un vaste mouvement antiguerre frappe la politique du pays, ne souhaitent pas s'impliquer dans cette guerre. Le jeu se déroule lors de l'invasion et l'occupation de la côte Est des États-Unis par les Allemands en 1953.

## Système de jeu
Dans Turning Point: Fall of Liberty, le joueur assume le rôle de Dan Carson, un travailleur de chantier à New York qui n'a pas de connexion préalable avec l'armée. Contrairement à d'autres jeux de guerre, le joueur n'a pas pour objectif de gagner la guerre, mais simplement de survivre dans un environnement de guerre totale en tant que combattant de la résistance.
Le jeu comporte de nombreuses versions avancées uchroniques d'armes utilisées lors la Seconde Guerre mondiale tels que le Panzerkampfwagen VIII Maus et Landkreuzer, ainsi que des zeppelins, et des avions de chasse et bombardiers de la Luftwaffe.

## Multijoueur
Le multijoueur de Turning Point: Fall of Liberty est disponible en ligne sur le Xbox Live, le PlayStation Network. Le jeu est divisé en deux modes : Deathmatch et Team Deathmatch. Il est possible de jouer en tant que soldat allemand ou en tant que membre de la résistance américaine. Le jeu comprend quatre cartes. Les parties sont limitées à huit joueurs maximum.